# Sérézin-de-la-Tour
Sérézin-de-la-Tour là một xã thuộc tỉnh Isère trong vùng Rhône-Alpes đông nam nước Pháp. Xã này nằm ở khu vực có độ cao trung bình mét trên mực nước biển. Theo điều tra dân số năm 1999 của INSEE có dân số là 611 người.
Sông Bourbre tạo thành một phần ranh giới phía bắc thị trấn.